# Catodoluminescenza
Per catodoluminescenza si intende la luce emessa da un campione in seguito ad eccitazione da fascio elettronico. Tipicamente si osserva la catodoluminescenza in un microscopio elettronico a scansione. Nei materiali semiconduttori il fascio eccita gli elettroni e le lacune; in seguito alla ricombinazione essi generano un fascio di luce di lunghezza d'onda corrispondente al band gap del materiale.